# Pasquale Paoli
Filippo Antonio Pasquale di Paoli (ur. 6 kwietnia 1725 w Morosaglii, zm. 5 lutego 1807 w Londynie) – bohater narodowy Korsyki, przywódca pierwszego i jedynego niepodległego państwa korsykańskiego, przeciwnik Napoleona Bonaparte.

## Życiorys
Urodził się w Stretta w parafii Rostino. Jego ojciec Giacinto Paoli, był przywódcą powstania rozpoczętego w 1729, które wybuchło, gdy Genua władająca wyspą od XIII wieku nałożyła nowe podatki. W 1737 na pomoc Genui swoje wojska na wyspę przysłała Francja. W 1739 opuścił wyspę wraz z ojcem skazanym na wygnanie.

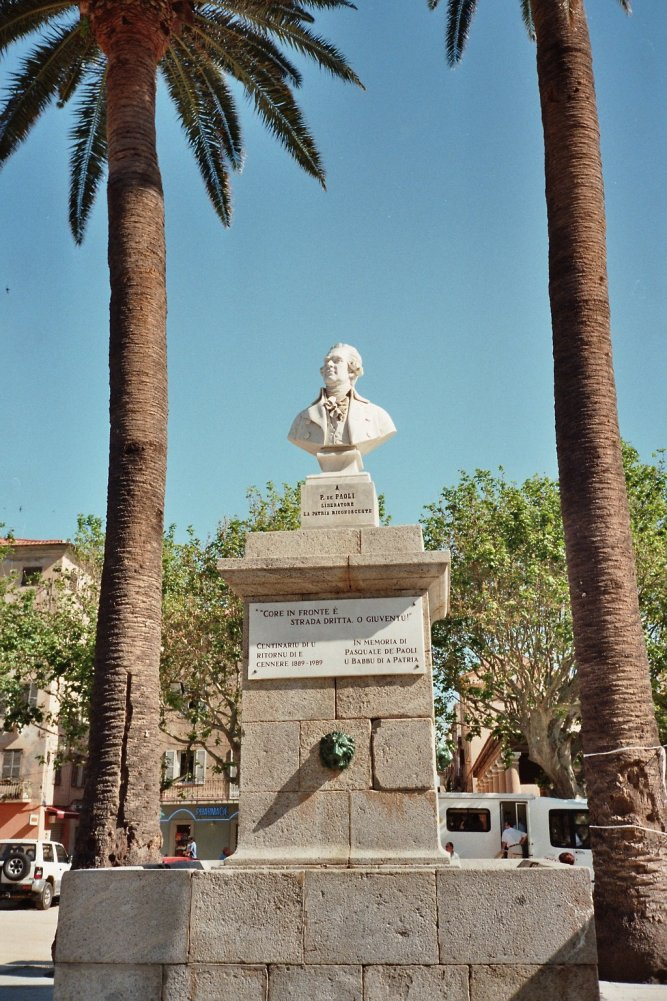
Popiersie Pasquale Paoli'ego przy placu targowym w L’Île-Rousse

Rozpoczął służbę jako oficer w armii Neapolu. Powrócił na Korsykę 29 kwietnia 1755 i został przywódcą powstania narodowego. W listopadzie tego samego roku Korsyka proklamowała niepodległość (Republika Korsykańska) i uchwaliła pierwszą na świecie konstytucję (Konstytucja Korsyki). Wskutek tego Korsyka została pierwszą nowożytną republiką demokratyczną przed Stanami Zjednoczonymi i Francją.

Flaga Republiki Korsykańskiej (1755-1769)

W 1759 odpierał ataki komisarza nadzwyczajnego Giovanniego Giacomo Grimaldiego (1682–1777), który przybył na wyspę z zamiarem odbicia miasta Furiani.

## Historia
- 1755 – przywódca powstań przeciw rządom Genui
- 1793–1795 – przywódca powstań przeciw rządom Francji; w 1794 utworzył niepodległe „Królestwo Anglo-Korsykańskie” pod osłoną floty brytyjskiej.
- 1796 – pokonany przez N. Bonapartego, schronił się w Wielkiej Brytanii